# Allibaudières
Allibaudières est une commune française située dans le département de l'Aube, en région Grand Est.

## Géographie

### Localisation
|                    | Herbisse      |          |
| Viâpres-le-Petit   | Allibaudières | Dosnon   |
| Champigny-sur-Aube | Ormes         | Le Chêne |

### Hydrographie
La commune est dans la région hydrographique « la Seine de sa source au confluent de l'Oise (exclu) » au sein du bassin Seine-Normandie. Elle est drainée par l'Herbissonne, un bras de l'Herbissonne, le Fossé 06 du Marais, l'Herbissonne et l'Herbissonne,.
L'Herbissonne, d'une longueur de 14 km, prend sa source dans la commune de Villiers-Herbisse et se jette  dans l'Aube à Champigny-sur-Aube, après avoir traversé quatre communes.

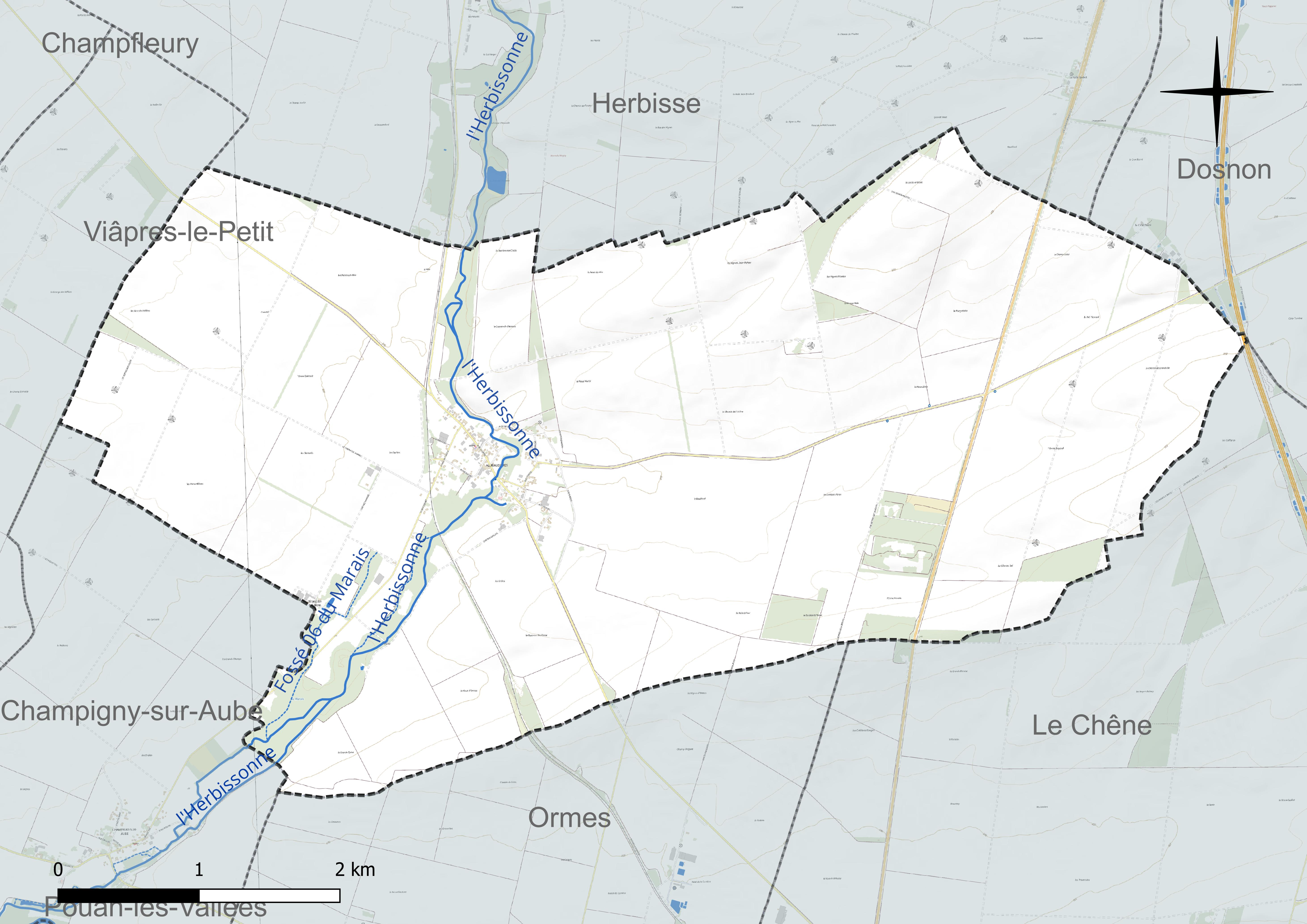
Réseau hydrographique d'Allibaudières.

### Climat
Pour des articles plus généraux, voir Climat du Grand Est et Climat de l'Aube.
En 2010, le climat de la commune est de type climat océanique dégradé des plaines du Centre et du Nord, selon une étude du Centre national de la recherche scientifique s'appuyant sur une série de données couvrant la période 1971-2000. En 2020, Météo-France publie une typologie des climats de la France métropolitaine dans laquelle la commune est exposée à un climat océanique altéré et est dans la région climatique Nord-est du bassin Parisien, caractérisée par un ensoleillement médiocre, une pluviométrie moyenne régulièrement répartie au cours de l’année et un hiver froid (3 °C).
Pour la période 1971-2000, la température annuelle moyenne est de 10,3 °C, avec une amplitude thermique annuelle de 15,6 °C. Le cumul annuel moyen de précipitations est de 706 mm, avec 11,3 jours de précipitations en janvier et 7,7 jours en juillet. Pour la période 1991-2020, la température moyenne annuelle observée sur la station météorologique de Météo-France la plus proche, « Dosnon », sur la commune de Dosnon à 9 km à vol d'oiseau, est de 11,0 °C et le cumul annuel moyen de précipitations est de 698,3 mm. 
La température maximale relevée sur cette station est de 41,6 °C, atteinte le 25 juillet 2019 ; la température minimale est de −25,8 °C, atteinte le 14 février 1956,,.
Les paramètres climatiques de la commune ont été estimés pour le milieu du siècle (2041-2070) selon différents scénarios d'émission de gaz à effet de serre à partir des nouvelles projections climatiques de référence DRIAS-2020. Ils sont consultables sur un site dédié publié par Météo-France en novembre 2022.

## Urbanisme

### Typologie
Au 1er janvier 2024, Allibaudières est catégorisée commune rurale à habitat dispersé, selon la nouvelle grille communale de densité à 7 niveaux définie par l'Insee en 2022.
Elle est située hors unité urbaine. Par ailleurs la commune fait partie de l'aire d'attraction de Troyes, dont elle est une commune de la couronne,. Cette aire, qui regroupe 209 communes, est catégorisée dans les aires de 200 000 à moins de 700 000 habitants,.

### Occupation des sols
L'occupation des sols de la commune, telle qu'elle ressort de la base de données européenne d’occupation biophysique des sols Corine Land Cover (CLC), est marquée par l'importance des territoires agricoles (93,4 % en 2018), une proportion identique à celle de 1990 (93,4 %). La répartition détaillée en 2018 est la suivante : 
terres arables (92,4 %), forêts (4,9 %), zones urbanisées (1,6 %), zones agricoles hétérogènes (1 %). L'évolution de l’occupation des sols de la commune et de ses infrastructures peut être observée sur les différentes représentations cartographiques du territoire : la carte de Cassini (XVIIIe siècle), la carte d'état-major (1820-1866) et les cartes ou photos aériennes de l'IGN pour la période actuelle (1950 à aujourd'hui).

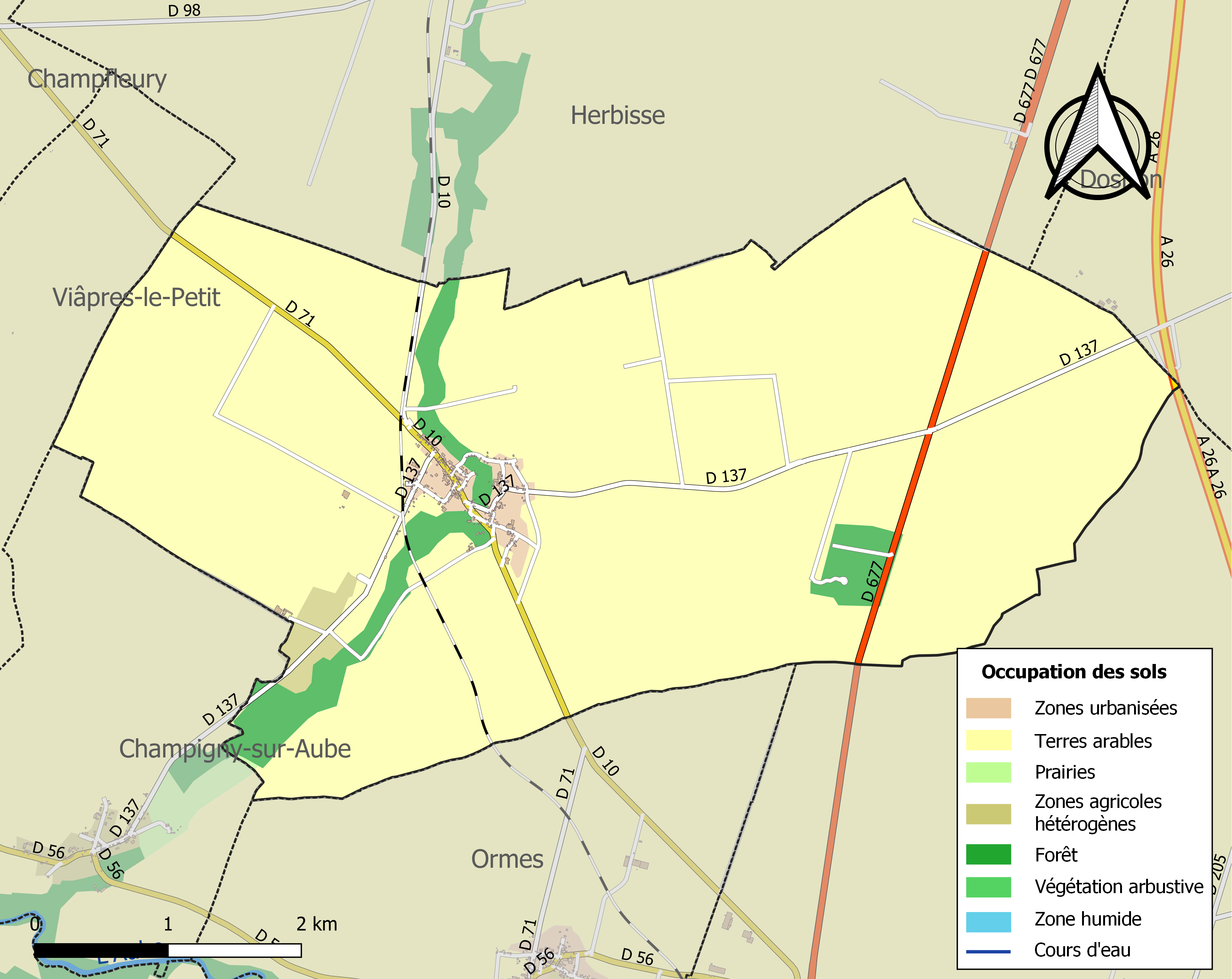
Carte des infrastructures et de l'occupation des sols de la commune en 2018 (CLC).

## Toponymie
est attesté sous la forme Libauderie en 1131,  Alebauderie  en 1147, Allebalderie en 1164.
Le nom a longtemps été Libaudières nom dérivé de Leudobaldus propriétaire et homme franc.

## Histoire
Des traces d'habitat romain ont été mises au jour en 1838 au lieu-dit chemin de Boulage et au lieu-dit Côtat du Rouillard un cimetière antique. Il avait un prieuré qui dépendait de l'abbaye de Toussaint (Châlons-en-Champagne) qui semble disparaître avant 1441, une chapelle à Saint-Nicolas qui appartenait à l'abbaye de Chantemerle en 1487 avant d'être transformée en chapelle castrale de Dampierre.
Il existait un prieuré Masus cité en 1286 et qui appartenait à l'abbaye d'Hautvillers. Le bâtiment fut cédé au comte Thibault IV de Champagne. Alix de l'Abbaye de Boulancourt y installait des nonnains de Saint-Benoit ; le même comte donnait au prieuré une Maison Dieu de Bar-sur-Aube. En 1429, Le Mez avec ses moulins, foulons et hôpital sont déclarés ruinés par la guerre. En 1487, le Mez est une possession de l'hôpital Saint-Nicolas de Bar-sur-Aube
En 1789, le village était de l'intendance et de la généralité de Châlons-sur-Marne, de l’élection de Troyes et du bailliage de Sézanne.
En 1847, le village avait encore deux moulins.

## Politique et administration
| Période                                  | Période                   | Identité                                      | Étiquette | Qualité     |
| ---------------------------------------- | ------------------------- | --------------------------------------------- | --------- | ----------- |
| Les données manquantes sont à compléter. |                           |                                               |           |             |
| mars 2001                                | mars 2008                 | Arlette Mackowicz                             | DVD       | -           |
| mars 2008                                | En cours (au 27 mai 2020) | Bruno Meunier, Réélu pour le mandat 2020-2026 | DVD       | Agriculteur |

## Démographie
L'évolution du nombre d'habitants est connue à travers les recensements de la population effectués dans la commune depuis 1793. Pour les communes de moins de 10 000 habitants, une enquête de recensement portant sur toute la population est réalisée tous les cinq ans, les populations de référence des années intermédiaires étant quant à elles estimées par interpolation ou extrapolation. Pour la commune, le premier recensement exhaustif entrant dans le cadre du nouveau dispositif a été réalisé en 2007.

En 2022, la commune comptait 211 habitants, en évolution de −0,47 % par rapport à 2016 (Aube : +0,7 %, France hors Mayotte : +2,11 %).
| 1793 | 1800 | 1806 | 1821 | 1831 | 1836 | 1841 | 1846 | 1851 |
| ---- | ---- | ---- | ---- | ---- | ---- | ---- | ---- | ---- |
| 378  | 359  | 370  | 367  | 408  | 423  | 426  | 407  | 406  |

| 1856 | 1861 | 1866 | 1872 | 1876 | 1881 | 1886 | 1891 | 1896 |
| ---- | ---- | ---- | ---- | ---- | ---- | ---- | ---- | ---- |
| 392  | 392  | 341  | 352  | 357  | 347  | 379  | 317  | 310  |

| 1901 | 1906 | 1911 | 1921 | 1926 | 1931 | 1936 | 1946 | 1954 |
| ---- | ---- | ---- | ---- | ---- | ---- | ---- | ---- | ---- |
| 299  | 285  | 259  | 236  | 225  | 240  | 257  | 210  | 222  |

| 1962 | 1968 | 1975 | 1982 | 1990 | 1999 | 2006 | 2007 | 2012 |
| ---- | ---- | ---- | ---- | ---- | ---- | ---- | ---- | ---- |
| 235  | 233  | 221  | 241  | 244  | 269  | 254  | 255  | 261  |

| 2017 | 2022 | - | - | - | - | - | - | - |
| ---- | ---- | - | - | - | - | - | - | - |
| 209  | 211  | - | - | - | - | - | - | - |

## Culture locale et patrimoine

### Lieux et monuments
L'église, sous le vocable des « cinq plaies du Christ », a été construite de 1956 à 1958 par Michel Grandnom. Elle a remplacé une église ayant souffert des bombardements de 1940. Vaisseau unique en pierre et bois. L'édifice abrite des statues des XVe et XVe siècles.

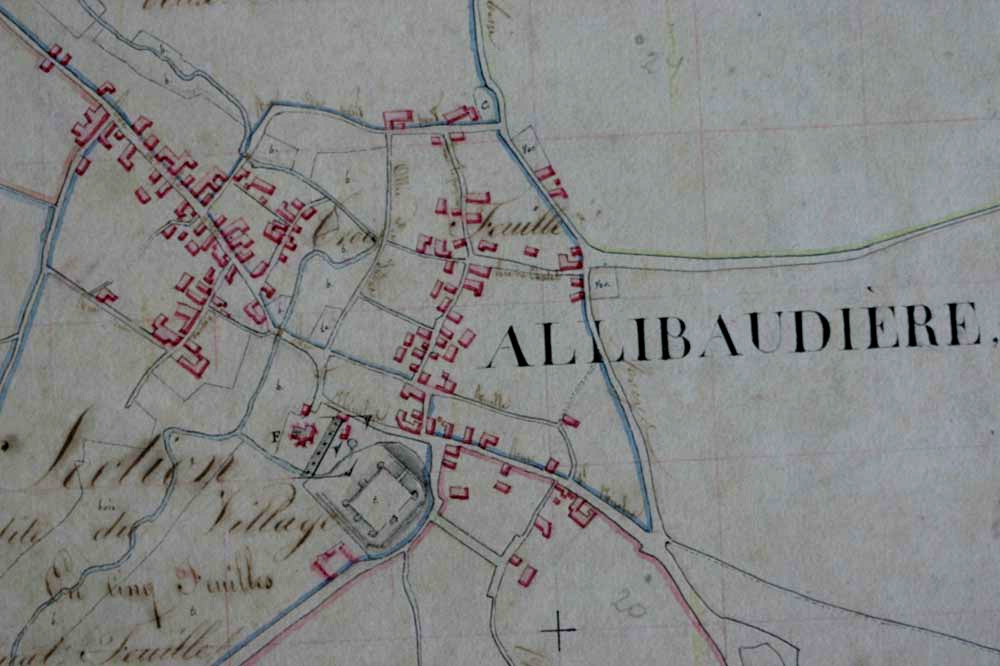
Le plan du château dans le village.

Les restes du château de Jean III de Thourotte dont la construction fut concédé par le comte de Champagne en 1234. Il eut à subir deux sièges mémorable lors de la guerre de Cent Ans. Jean de Luxembourg, comte de Ligny assurait la prise du château aux partisans du Dauphin à la fin de mars 1420 le siège était mis et il tombait le 7 avril. Mais les partisans du Dauphin le remettaient en défense, le duc de Bourgogne envoyait Jean et Pierre, le sire de Croy et le vidame d'Amiens. Pris d'assauts[pas clair] il fut brûlé et rasé juste avant le traité de Troyes. Il subsistait encore les fossés et quelques maisons qui servirent de réduit à un capitaine et quelques soldats qui y furent réduits et pendus en 1592 par le duc de Guise. En 1848, il était encore connu comme le château par Camut-Chardon qui en donnait un plan.